# Nova Varoš
Nova Varoš (cirill betűkkel Нова Варош) városa az azonos nevű község székhelye Szerbiában, a Zlatibori körzetben.

## Népesség
- 1948-ban 1 781 lakosa volt.
- 1953-ban 2 179 lakosa volt.
- 1961-ben 3 200 lakosa volt.
- 1971-ben 5 718 lakosa volt.
- 1981-ben 8 565 lakosa volt.
- 1991-ben 10 424 lakosa volt
- 2002-ben 10 335 lakosa volt, melyből 8 416 szerb(81,43%), 1 028 bosnyák (9,94%), 498 muzulmán (4,81%), 110 jugoszláv, 43 montenegrói, 8 magyar, 7 horvát, 4 bunyevác, 4 macedón, 2 albán, 2 szlovén, 1 román, 1 szlovák, 1 ukrán, 62 ismeretlen.

## A községhez tartozó települések
- Akmačići
- Amzići
- Bistrica
- Božetići
- Brdo
- Bukovik
- Burađa
- Vilovi
- Vraneša
- Gornja Bela Reka
- Gornje Trudovo
- Debelja
- Donja Bela Reka
- Draglica
- Draževići
- Drmanovići
- Jasenovo (Nova Varoš)
- Komarani
- Kućani
- Ljepojevići
- Miševići
- Negbina
- Nova Varoš
- Ojkovica
- Radijevići
- Radoinja
- Rutoši
- Seništa
- Tisovica
- Trudovo
- Čelice
- Štitkovo